# 동경 73도
동경 73도(東經73度)는 본초 자오선에서 동쪽으로 73도 떨어진 경선이다. 북극점에서 시작하여 북극해, 아시아, 인도양, 남극해, 남극을 거쳐 남극점에 이른다.
동경 73도는 서경 107도와 이어져 지구의 둘레를 이룬다.
북극점에서 남극점까지 동경 73도선은 다음 지역을 지나간다.
| 좌표                                                  | 나라, 지역, 해역 | 주석 |
| ----------------------------------------------------- | ---------------- | --- |
| 북위 90° 0′ 동경 73° 0′  / 북위 90.000° 동경 73.000°  | 북극해           | |
| 북위 81° 6′ 동경 73° 0′  / 북위 81.100° 동경 73.000°  | 카라해           | |
| 북위 73° 0′ 동경 73° 0′  / 북위 73.000° 동경 73.000°  | 오비만           | |
| 북위 71° 25′ 동경 73° 0′  / 북위 71.417° 동경 73.000° | 러시아           | 기단반도                                                                                                   |
| 북위 71° 23′ 동경 73° 0′  / 북위 71.383° 동경 73.000° | 오비만           | |
| 북위 68° 44′ 동경 73° 0′  / 북위 68.733° 동경 73.000° | 러시아           | 야말반도                                                                                                   |
| 북위 67° 42′ 동경 73° 0′  / 북위 67.700° 동경 73.000° | 오비만           | |
| 북위 66° 42′ 동경 73° 0′  / 북위 66.700° 동경 73.000° | 러시아           | |
| 북위 54° 3′ 동경 73° 0′  / 북위 54.050° 동경 73.000°  | 카자흐스탄       | |
| 북위 42° 32′ 동경 73° 0′  / 북위 42.533° 동경 73.000° | 키르기스스탄     | |
| 북위 40° 53′ 동경 73° 0′  / 북위 40.883° 동경 73.000° | 우즈베키스탄     | 우즈베키스탄 최동단으로 15 km 정도 지나감                                                                  |
| 북위 40° 45′ 동경 73° 0′  / 북위 40.750° 동경 73.000° | 키르기스스탄     | |
| 북위 39° 21′ 동경 73° 0′  / 북위 39.350° 동경 73.000° | 타지키스탄       | |
| 북위 37° 18′ 동경 73° 0′  / 북위 37.300° 동경 73.000° | 아프가니스탄     | |
| 북위 36° 52′ 동경 73° 0′  / 북위 36.867° 동경 73.000° | 파키스탄         | 카이베르파크툰크와주 길기트발티스탄 - 인도가 영유권 주장 카이베르파크툰크와주 이슬라마바드 수도권 펀자브주 |
| 북위 29° 9′ 동경 73° 0′  / 북위 29.150° 동경 73.000°  | 인도             | 라자스탄 구자라트 다드라 나가르하벨리 마하라슈트라주 - 뭄바이의 바로 동쪽을 지나감                         |
| 북위 18° 3′ 동경 73° 0′  / 북위 18.050° 동경 73.000°  | 인도양           | |
| 북위 11° 30′ 동경 73° 0′  / 북위 11.500° 동경 73.000° | 인도             | 락샤드위프 제도 킬탄섬                                                                                     |
| 북위 11° 28′ 동경 73° 0′  / 북위 11.467° 동경 73.000° | 인도양           | 인도 락샤드위프 제도 카드마트섬의 바로 동쪽을 지나감 인도 락샤드위프 제도 미니코이섬의 바로 서쪽을 지나감  |
| 북위 6° 50′ 동경 73° 0′  / 북위 6.833° 동경 73.000°   | 몰디브           | 하달루 환초, 샤비야니 환초, 라 환초, 바 환초                                                               |
| 북위 5° 5′ 동경 73° 0′  / 북위 5.083° 동경 73.000°    | 인도양           | |
| 북위 4° 18′ 동경 73° 0′  / 북위 4.300° 동경 73.000°   | 몰디브           | 로스 환초                                                                                                  |
| 북위 5° 5′ 동경 73° 0′  / 북위 5.083° 동경 73.000°    | 인도양           | 몰디브 아리 환초의 바로 동쪽을 지나감                                                                      |
| 북위 3° 18′ 동경 73° 0′  / 북위 3.300° 동경 73.000°   | 몰디브           | 파푸 환초, 달루 환초, 타 환초                                                                              |
| 북위 2° 10′ 동경 73° 0′  / 북위 2.167° 동경 73.000°   | 인도양           | |
| 북위 0° 32′ 동경 73° 0′  / 북위 0.533° 동경 73.000°   | 몰디브           | 후바두 환초                                                                                                |
| 북위 0° 17′ 동경 73° 0′  / 북위 0.283° 동경 73.000°   | 인도양           | 몰디브 아두 환초의 바로 서쪽을 지나감 오스트레일리아 허드 맥도널드 제도 사이를 지나감                      |
| 남위 60° 0′ 동경 73° 0′  / 남위 60.000° 동경 73.000°  | 남극해           | |
| 남위 68° 11′ 동경 73° 0′  / 남위 68.183° 동경 73.000° | 남극             | 오스트레일리아령 남극 지역, 오스트레일리아가 영유권을 주장한다.                                            |

## 같이 보기
- 동경 72도
- 동경 74도